# MiniDV
MiniDV (произносится [минидиви́]) — формат цифровой видеозаписи на магнитную ленту, использующий так называемое внутрикадровое сжатие DV. MiniDV применяется в бытовых и профессиональных устройствах. Формат MiniDV совершил революцию в видеоиндустрии, кардинально улучшив качество видеозаписи по сравнению с VHS, и позволив снимать (и монтировать) вполне профессиональные видеоматериалы в домашних условиях.

## Основные сведения
Внутрикадровое сжатие означает, что каждый кадр сжимается независимо, и никак не связан с предыдущим или последующим (в отличие, например, от MPEG-сжатия). При сжатии кадр разбивается на блоки 8×8 пикселей, и каждый из таких блоков сжимается индивидуально, в соответствии с алгоритмом дискретного косинусного преобразования (DCT).
Важной особенностью формата MiniDV была возможность загружать отснятый материал в компьютер для последующего редактирования (нелинейный монтаж). При этом качество отснятого материала после монтажа не ухудшалось. А достигалось это благодаря тому, что формат MiniDV использовал технологию inframe-сжатия, то есть каждый кадр видео сжимался независимо от других, причем коэффициент сжатия был небольшим (не более 1:5), что почти не сказывалось на качестве. Такое щадящее сжатие требовало очень больших объёмов носителя, поэтому MiniDV формат изначально проектировался для записи на магнитную ленту, как и VHS, но не в аналоговом, а цифровом формате. Кроме самого видео на ленту MiniDV-кассеты записывались дополнительные корректирующие сигналы, которые позволяли без потерь восстановить картинку в случае небольшого повреждения ленты. Загрузка цифрового видео в MiniDV формате в компьютер осуществлялась по высокоскоростной шине передачи данных.
Конкурентом MiniDV был видеоформат AVCHD, предназначенный для хранения видео высокой чёткости (HD Video). При записи HD Video генерируется большой поток видео-информации. Для того, чтобы уместить её на современные носители, такие как DVD, Blu-ray или SD-карту, применялся алгоритм кодирования видео AVCHD, который сильно «сжимал» картинку, существенно уменьшая объём данных. В силу своих возможностей AVCHD способен записывать и отображать картинку в более высоком качестве, чем MiniDV (720×576 пикселей у MiniDV против 1920×1080 пикселей у AVCHD). Однако у AVCHD был недостаток: он не просто записывает видео на носитель, а автоматически кодирует его по алгоритмам, заложенным в устройство производителем камеры. Мало того, что сжатие видео происходило с потерей качества, но и снимающий никак не может повлиять на процесс сжатия. Монтаж такого сжатого видео был затруднён, требовал большой мощности от монтажной станции, а кроме того, при последующей перекодировке готового материала вновь происходило ухудшение качества. Монтаж без перекодировки был возможен, но для этого было необходимо специализированное ПО. В отличие от AVCHD-камер, видео, снятое на MiniDV, можно было редактировать на компьютере без потери качества в процессе монтажа.

## Формат видеокассет
Формат изначально разрабатывался только под DV. Скорость вращения барабана — 9000 оборотов в минуту. Размер метки (ширина дорожки записи), записываемой на ленту — 10 мкм в режиме SP и 6,66 мкм в режиме LP. Лента движется со скоростью 18,8 мм/с в режиме SP и 12,5 мм/с в режиме LP. Плотность записи в режиме SP — 120 мм²/с, и в режиме LP — 80 мм²/с. Ширина ленты — 6,35 мм.

## Профессиональное применение
С появлением полупрофессиональных и профессиональных моделей MiniDV-видеокамер JVC, Panasonic и Sony формат стал активно применяться в кинематографии и телевещании. Благодаря относительно невысокой цене, гибкости при производстве фильмов, малому весу и приемлемому качеству (с возможностью цветокоррекции и перевода на 35-мм киноплёнку) на MiniDV было снято большое количество игровых и документальных фильмов. Часть телекомпаний снабдила свои съёмочные группы MiniDV-камерами.